# Pakistan-International-Airlines-Flug 740
Pakistan-International-Airlines-Flug 740 (Flugnummer: PK740) war ein Flug der Fluggesellschaft Pakistan International Airlines, bei dem am 26. November 1979 infolge eines Brandes eine Boeing 707-340C verunglückte. Bei dem Absturz kamen alle 156 Menschen an Bord ums Leben. Mutmaßliche Brandquelle war ein im Flug benutzter, benzinbetriebener Kocher.
Es handelt sich um den drittschwersten Flugunfall in Saudi-Arabien und den drittschwersten Unfall einer Boeing 707. Für die Pakistan International Airlines war es bis zum Jahr 1992, als auf Pakistan-International-Airlines-Flug 268 167 Menschen starben, der schwerste Zwischenfall.

## Flugzeug
Die Unfallmaschine war eine neun Jahre alte Boeing 707-340C, die am 30. Juli 1970 ihren ersten Flug absolvierte und am 10. August desselben Jahres neu an Pakistan International Airlines (PIA) ausgeliefert und mit dem Luftfahrzeugkennzeichen AP-AWB zugelassen wurde. Die Maschine mit der Seriennummer 20275 war die 844. gebaute Boeing der Baureihe 707/720. Nachdem sie für mehrere Monate an British Caledonian Airways verleast worden war, wurde die Maschine im September 1972 mit dem Luftfahrzeugkennzeichen AP-AWZ erneut auf die PIA zugelassen. Bis zum Unfall hatte die Maschine 30.710 Flugstunden absolviert.

## Flugverlauf
Die Maschine führte vor dem Unfall Haddsch-Flüge durch. Nachdem die Maschine Pilger zwischen Kano im muslimisch geprägten Norden Nigerias und Dschidda, dem Flugziel für Mekka-Reisende in Saudi-Arabien, befördert hatte, stiegen am Flughafen Dschidda rückkehrende Pilger aus Mekka für den Flug nach Karatschi in Pakistan zu. Insgesamt gingen 145 Passagiere sowie 11 Besatzungsmitglieder an Bord.
Um 01:29 Uhr startete die Maschine in Dschidda und begann einen Steigflug auf ihre Reiseflughöhe von 37.000 Fuß (11.000 Meter). Um 01:47 Uhr informierte ein Flugbegleiter die Besatzung, dass ein Feuer im Bereich der hinteren Passagiertür ausgebrochen sei. Die Besatzung informierte die Flugsicherung über die Situation an Bord und leitete aus ihrer erreichten Flughöhe von 30.000 Fuß (9100 Meter) einen Notfall-Sinkflug ein. Kurz darauf erhielt sie die Freigabe, auf 4000 Fuß (1200 Meter) zu sinken. Die Besatzung bat um Erlaubnis, nach Dschidda zurückkehren zu dürfen, weil der Rauch mittlerweile bis ins Cockpit zog. Um 02:03 Uhr hörte der Fluglotse den Kapitän „Mayday! Mayday!“ rufen, dann brach der Funkkontakt ab. Etwa eine Minute später stürzte die Maschine in einer felsigen Bergregion ab und ging beim Aufprall in Flammen auf. Alle 156 Menschen an Bord kamen ums Leben. Die Absturzstelle befand sich in etwa 900 Metern Höhe.

## Unfallursache
Als Ursache des Unfalls konnte ein Brand festgestellt werden, der im hinteren Kabinenbereich begonnen hatte. Der Brand habe sich schnell ausgebreitet, woraufhin die Passagiere in Panik geraten seien und versucht hätten, in den vorderen Kabinenbereich zu flüchten. Dies habe den Schwerpunkt der Maschine beeinträchtigt, wobei die Besatzung zusätzlich durch die rasche Ausbreitung des Qualms handlungsunfähig wurde, sodass es schließlich zu einem Kontrollverlust kam.
Da kein großflächiger Einsatz eines Brandbeschleunigers festgestellt werden konnte, wurde als wahrscheinlichste Brandquelle ein im Kabinenbereich durch Pilger benutzter, benzinbetriebener Kocher angenommen. In den 1970er Jahren kam es nicht selten vor, dass flugunerfahrene Pilger solche Geräte mit an Bord von Passagierflugzeugen nahmen. Nach Ansicht der Flugunfallermittler sei wegen des für den Flug in Reisehöhe abgesenkten Kabineninnendrucks Benzin aus einem solchen, in Betrieb befindlichen Kocher entwichen, was schließlich zu dem Brand geführt habe.